# Kamehameha 1. af Hawaii
Kamehameha 1. (født omkring 1758, død 8. maj 1819). Også kaldet kong Kamehameha den Store. Han grundlagde i 1810 det hawaiianske kongedømme ved med våbenmagt at samle alle øens klaner og stammer. Udråbte sig selv som konge og grundlagde dynastiet Kamehameha. Hans var blandt andre gift med dronningen af Kaahumanu.
Grundlæggelsen af riget går tilbage tiden omkring 1778, hvor James Cook besøgte Hawaii-øerne. Hans besøg udløste fra 1789—1804 en kamp mellem høvdinge og andre stormænd om magten. Kamehameha gjorde sig til overherre over Hawaii og Kauai. Honolulu blev gjort til herskersæde. Kamehameha 1. fremmede handelen med udlandet.